# If I Lose Myself
«If I Lose Myself» —en español: «Si me pierdo»— es una canción realizada por la banda estadounidense de pop rock OneRepublic incluida en su tercer álbum de estudio Native. Fue lanzado como primer sencillo del álbum el 8 de enero de 2013. Fue compuesta por Ryan Tedder, Benny Blanco, Brent Kutzle y Zach Filkins y producida por Tedder, y coproducida por Blanco y Kutzle. La canción alcanzó el número 74 en el listado Billboard Hot 100 de Estados Unidos y el número 6 en los Media Control Charts de Alemania. A principios de 2014, el sencillo fue reeditado en el Reino Unido después del gran éxito de "Counting Stars".

## Letra e inspiración
El vocalista de OneRepublic, Ryan Tedder dijo a Billboard: "En realidad es sobre el miedo oculto latente al volar y bajar de un avión, cuando tienes ese momento de pánico, mirando por la ventana, viendo tu vida pasar delante de ti y de alguna manera encuentras el consuelo en el hecho de que la persona que está a tu lado está experimentando la misma experiencia traumática que tú" sobre la canción.

## Composición
"If I Lose Myself" se dura 4:01 minutos y tiene un tempo de 140 pulsaciones por minuto.

## Presentaciones en vivo
El 28 de marzo de 2013, OneRepublic interpretó "If I Lose Myself" en American Idol con la excandidata a Idol y la estrella de Smash de NBC, Katharine McPhee. También actuaron en Good Morning America, The Ellen Degeneres Show y Rachael Ray, así como en varios otros conciertos y festivales.

## Video musical
El video musical fue dirigido por Michael Muller y estrenado el 24 de enero de 2013 por el canal de la banda en YouTube. En él muestra a un grupo de jóvenes que le envían un mensaje a Ryan Tedder que contiene la imagen de un lobo y esto: ll.ll.ll en la parte inferior. La cámara sigue al grupo por la ciudad en busca de pistas pintadas de spray de hidrantes contra incendios y en las señales de tránsito que le ayudarán a encontrar su camino a un concierto secreto de OneRepublic. El vídeo se intercalan con escenas de la banda tocando la canción en un lugar oscuro y lleno de humo con luces de colores por todas partes. Hay fotos de búhos y zorros proyectadas en la sala, en alusión a la portada del álbum Native. Al final del video se puede ver la imagen proyectada en la cara de un zorro sobre la de Tedder. El video fue inspirado en las películas 12 Monos y The Matrix.

## Lista de canciones
- Descarga digital[8]

1. "If I Lose Myself" – 4:01

- Descarga digital – remix

1. "If I Lose Myself" (OneRepublic vs Alesso) – 3:34

- Sencillo en CD[9]

1. "If I Lose Myself" (Álbum versión) – 4:01
2. "If I Lose Myself" (Love Thy Brother remix) – 4:03

## Créditos y personal
Grabación
- Grabada en los Estudios Black Rock, Santorini, Greece; The Warehouse Studio, Vancouver, British Columbia; Lotzah Matzah Studios, New York City, New York; Patriot Studios, Denver, Colorado; Downtown Studios, New York City, New York; Orion Studio, Orange County, California
- Mezclada en MixStar Studios, Virginia Beach, Virginia
- Masterizada en Sterling Sound, New York

Personal
|  | - Composición – Ryan Tedder, Benny Blanco, Brent Kutzle, Zach Filkins - Producción – Benny Blanco, Ryan Tedder - Coproducción – Brent Kutzle - Mezcla – Serban Ghenea - Ingeniero – Smith Carlson, Ryan Tedder - Asistente de ingeniero – Scott "Yarmov" Yarmovsky, Chris Sclafani, Matthew Tryba | - Coros – Zach Filkins, Drew Brown, Eddie Fisher, Brent Kutzle, David McGlohon - Instrumentación y programación – Benny Blanco, Ryan Tedder, Brent Kutzle, OneRepublic - Ingeniero de mezcla – John Hanes - Asistente de ingeniero de mezcla – Phil Seaford - Masterización – Chris Gehringer, Will Quinnell |

## Listas
| Lista (2013)                                | Mejor posición |
| ------------------------------------------- | -------------- |
| Australia (ARIA)                            | 14             |
| Austria (Ö3 Austria Top 40)                 | 5              |
| Bélgica (Flandes) (Ultratop 50)             | 46             |
| Bélgica (Valonia) (Ultratip Bubbling Under) | 10             |
| Canadá (Canadian Hot 100)                   | 41             |
| República Checa (Rádio Top 100)             | 57             |
| Francia (SNEP)                              | 186            |
| Alemania (Media Control AG)                 | 6              |
| Luxembourg (Billboard)                      | 9              |
| Nueva Zelanda (Recorded Music NZ)           | 18             |
| Polonia (Polish Airplay Top 100)            | 5              |
| Eslovaquia (Rádio Top 100)                  | 3              |
| España (Top 100 Canciones)                  | 44             |
| Suecia (Sverigetopplistan)                  | 4              |
| Suiza (Schweizer Hitparade)                 | 9              |
| Estados Unidos (Billboard Hot 100)          | 74             |
| Estados Unidos (Adult Top 40)               | 23             |
| Estados Unidos (Hot Dance Club Songs)       | 49             |
| Estados Unidos (Mainstream Top 40)          | 34             |

| Lista(2013)                | Posición |
| -------------------------- | -------- |
| Germany (Media Control AG) | 56       |

## Certificaciones
| Territorio    | Organismo certificador | Certificación | Ventas certificadas | Simbolización | Ref.   |        |        |        |
| Europa        | Europa                 | Europa        | Europa              | Europa        | Europa | Europa | Europa | Europa |
| ------------- | ---------------------- | ------------- | ------------------- | ------------- | ------ | ------ | ------ | ------ |
| Alemania      | BVMI                   | Oro           | 150 000             |               | [ 31 ] |        |        |        |
| Italia        | FIMI                   | Oro           | 15 000              |               | [ 32 ] |        |        |        |
| Suiza         | IFPI Suiza             | Oro           | 15 000              |               | [ 33 ] |        |        |        |
| Streaming     |                        |               |                     |               |        |        |        |        |
| Dinamarca     | IFPI Dinamarca         | Oro           | 900 000             |               | [ 34 ] |        |        |        |
| América       |                        |               |                     |               |        |        |        |        |
| Canadá        | Music Canada           | Oro           | 40 000              |               | [ 35 ] |        |        |        |
| Oceanía       |                        |               |                     |               |        |        |        |        |
| Australia     | ARIA                   | Platino       | 70 000              |               | [ 36 ] |        |        |        |
| Nueva Zelanda | RIANZ                  | Oro           | 7 500               |               | [ 37 ] |        |        |        |

## Versión Alesso vs. OneRepublic
Una versión de la canción en progresive house fue remezclada por el productor sueco Alesso y fue lanzada en ciertos países el 30 de marzo de 2013, notablemente en Países Bajos y Suecia, figurando en las listas como una versión OneRepublic vs. Alesso. "If I Lose Myself" fue promocionada y lanzada en el Reino Unido y Australia en febrero de 2014. Este remix apareció más adelante en el Reino Unido y en la reedición estadounidense del álbum de la banda, Native, así como álbum debut de Alesso, Forever (2015).
El remix fue nominado para un Premio Grammy en la categoría "Mejor grabación remezclada, no clásica".

### Lista de canciones
- Descarga digital[41]

1. "If I Lose Myself" (OneRepublic vs. Alesso) – 3:34

- Descarga digital — remix extendido[42]

1. "If I Lose Myself" (OneRepublic vs. Alesso) (extended remix) – 7:08

### Listas

#### Semanales
| Lista(2013–14)                         | Mejor posición |
| -------------------------------------- | -------------- |
| Países Bajos (Mega Single Top 100)     | 89             |
| Escocia (Scottish Singles Sales Chart) | 6              |
| Reino Unido (UK Dance Chart)           | 4              |
| Reino Unido (UK Singles Chart)         | 8              |

## Certificaciones
| Suiza       | GLF | 4x Platino | 160 000 | , | [ 47 ] |
| Reino Unido | BPI | Plata      | 200 000 |   | [ 48 ] |